# Selgovi
I Selgovi erano un'antica tribù celtica della Scozia che viveva nell'area centrale degli odierni confini scozzesi. Erano territorialmente vicini ai Votadini, collocati a est. La loro capitale si trovava su un Eildon hill settentrionale vicina a Melrose, nei pressi di dove i Romani costruiranno in seguito il forte di Trimontium, a Newstead.
Il loro territorio sembra aver formato parte del regno di Gododdin, nato dopo la partenza dei Romani.